# Albidona
Albidona és un municipi d'Itàlia, a la província de Cosenza i a la regió de Calàbria. Limita amb els municipis d'Alessandria del Carretto, Amendolara, Castroregio, Oriolo, Plataci, Trebisacce.
Es troba en Alto Jonio Cosentino i és part del Comunità Montana dell'Alto Jonio, que és de 3 °, tant per a la massa de terra comú i de la població.